# Casimiro Gennari
Casimiro Gennari, italijanski rimskokatoliški duhovnik, škof in kardinal, * 29. december 1839, Maratea, † 31. januar 1914, Rim.

## Življenjepis
21. marca 1863 je prejel duhovniško posvečenje.
13. maja 1888 je bil imenovan za škofa Conversana in 15. maja istega leta je prejel škofovsko posvečenje.
6. februarja 1897 je bil imenovan za naslovnega nadškofa Naupactusa.
15. aprila 1901 je bil povzdignjen v kardinala in imenovan za kardinal-duhovnika S. Marcello.
20. oktobra 1908 je bil imenovan za prefekta Kongregacije za kler.